# Basisbibliotheek
Die Basisbibliotheek – Duizend sleutelteksten uit de cultuurgeschiedenis van de Lage Landen (niederländisch; etwa: Basisbibliothek – Tausend Schlüsseltexte aus der Kulturgeschichte der niederländischen Länder) besteht aus einer Liste von tausend Werken der niederländischen Literatur, die für das niederländische Spracherbe von Bedeutung sind.

Szenen aus der Eneide von Heinrich von Veldeke (nach einer Handschrift des 15. Jahrhunderts)

## Kurzeinführung
Die Liste wurde 2008 in der Digitale Bibliotheek voor de Nederlandse Letteren (Abk. DBNL, dt. Digitale Bibliothek für niederländische Literatur) veröffentlicht. Über die Auswahl der rund tausend Werke wurde lange nachgedacht und debattiert, bis ein Konsens erzielt wurde. Bei mehreren dieser Werke handelt es sich um Listen, wie z. B. frühe Wörterbücher, Liederlisten, Rezepte, Biografien oder enzyklopädische Zusammenstellungen von Informationen wie mathematische, wissenschaftliche, medizinische oder botanische Nachschlagewerke. Weitere Stücke sind frühe literarische Übersetzungen aus anderen Ländern, Geschichtsbücher, Tagebücher aus erster Hand und veröffentlichte Korrespondenz. Die Originalwerke können über den Namen des Autors gefunden werden.
Chronologisch ist die Liste untergliedert in: Mittelalter, Goldenes Zeitalter, 18. Jahrhundert, 19. Jahrhundert, 20. Jahrhundert (bis 1930er Jahre), 21. Jahrhundert.
Die folgende Übersicht erhebt keinen Anspruch auf Aktualität oder Vollständigkeit. Sie folgt die Liste der ersten 500 Werke bis in die 1930er Jahre des 20. Jahrhunderts (die folgende Liste ist somit noch unvollständig).

## Liste (Auswahl)

### Mittelalter
| Jahr               | Autor                               | Titel |
| ------------------ | ----------------------------------- | --- |
| ca. 1180           | Heinric van Veldeke                 | Eneide (Eneasroman) |
| 13. Jhd.           | anonym                              | Dietsche Catoen (Der deutsche Kato)                                                                                       |
| 13. Jhd.           | Jacob van Maerlant                  | Alexanders geesten (Die Taten Alexanders des Großen)                                                                      |
| 13. Jhd.           | anonym                              | Van smeinscen lede |
| 13. Jhd.           | anonym                              | Limburgse sermoenen |
| 13. Jhd.           | anonym                              | Roman van Lancelot |
| 13. Jhd.           | Penninc, Pieter Vostaert und anonym | De jeeste van Walewein en het schaakbord                                                                                  |
| 13. Jhd.           | Hadewijch                           | Strofische gedichten |
| 13. Jhd.           | Hadewijch                           | Brieven (Briefe) |
| nach 1250          | Jacob van Maerlant                  | Heimelykheid der heimelykheden                                                                                            |
| ca. 1266           | Jacob van Maerlant                  | Der naturen bloeme |
| ca. 1274           | anonym                              | Het leven van Lutgart |
| 1275–1300          | anonym                              | Van den vos Reynaerde |
| ca. 1288-1294      | Jan van Heelu                       | Rymkronyk betreffende den slag van Woeringen van het jaer 1288 (Reimchronik über die Schlacht von Worringen im Jahr 1288) |
| ca. 1290           | Melis Stoke                         | Rijmkroniek van Holland (Chronik der Grafschaft Holland in Reimform)                                                      |
| Ende 13. Jhd.      | Jan I van Brabant                   | Lyriek |
| Ende 13. Jhd.      | anonym                              | De natuurkunde van het geheelal                                                                                           |
| 2. Hälfte 14. Jhd. | Geert Grote                         | Contra turrim Traiectensem                                                                                                |
| ca. 1300           | anonym                              | Het Luikse diatessaron |
| 14. Jhd.           | Gerard Zerbolt van Zutphen          | De libris teutonicalibus (Von den deutschen Büchern)                                                                      |
| 14. Jhd.           | Geert Grote                         | Getijdenboek (Gezeitenbuch)                                                                                               |
| 1300–1325          | Jacob van Maerlant                  | Spiegel historiael (5 Teile)                                                                                              |
| 1300–1325          | Jan van Boendale                    | Brabantsche Yeesten |
| ca. 1310           | Johan Yperman                       | Cyrurgie |
| 1315–1335          | Lodewijk van Velthem                | Spiegel historiael. Vijfde partie                                                                                         |
| 1325–1328          | Jan van Boendale                    | Der leken spieghel (Der Laienspiegel)                                                                                     |
| 1351               | anonym                              | Antidotarium Nicolaï |
| 1351               | Jan de Weert                        | Spieghel der sonden of nieuwe doctrinael                                                                                  |
| 1356               | anonym                              | Blijde Inkomst van de hertogen van Brabant Johanna en Wenceslas                                                           |
| 1359               | Jan van Ruusbroec                   | Een spieghel der ewigher salicheit (Ein Spiegel der ewigen Seligkeit)                                                     |
| 1380–1425          | anonym                              | Van sente Brandane |
| 1400–1420          | anonym                              | Abele spelen |
| 15. Jhd.           | anonym                              | Der byen boeck |
| ca. 1400           | anonym                              | Het Gruuthuse-handschrift                                                                                                 |
| ca. 1400           | anonym                              | Die bouc van seden |
| 15. Jhd.           | anonym                              | De bouc van den ambachten (Buch der Handwerke)                                                                            |
| 15. Jhd.           | anonym                              | De Geomantie in het Middelnederlands (Geomantie auf Mittelniederländisch)                                                 |
| ca. 1404           | Dirc van Delf                       | Tafel van den Kersten ghelove (Tafel vom christlichen Glauben)                                                            |
| ca. 1405           | anonym                              | Der vrouwen heimelijcheit (Die Geheimnisse der Frauen)                                                                    |
| 1410–1415          | anonym                              | Ridderboec (Ritterbuch)                                                                                                   |
| ca. 1411           | Dirc Potter                         | Der minnen loep |
| 1436               | Magister Jacobus                    | Computus Magistri Jacobi (Komputistik des Magisters Jacobus)                                                              |
| ca. 1440           | Thomas a Kempis                     | De imitatione Christi (mittelniederländische Übersetzung)                                                                 |
| 1477               | anonym                              | Bible in duytsche (Delftse Bijbel 1477) (Delfter Bibel 1477)                                                              |
| 1477               | anonym                              | Groot Privilege |
| 1485               | Bartholomeus Engelsman              | Van den proprieteyten der dinghen (Übersetzung von Jacob Bellaert)                                                        |
| ca. 1496           | anonym                              | Elckerlijc |
| Ende 15. Jhd.      | anonym                              | Die 100 capittelen van astronomijen (Hundert Kapitel über Astronomie)                                                     |
| 16. Jhd.           | anonym                              | Saul ende David (Saul und David)                                                                                          |
| 16. Jhd.           | Johannes Coninck                    | Cirurgia of Hantgewerck int lichame der menschen                                                                          |
| 1512               | anonym                              | Jan van Beverley |
| 1513               | anonym                              | Tbouc van wondre |
| ca. 1514           | anonym                              | Een notabel boecxken van cokeryen (Ein bemerkenswertes Buch über das Kochen)                                              |
| 1516               | anonym                              | Een schoone historie van Margriete van Limborch ende van Heyndric haren broeder                                           |
| 1517               | Cornelius Aurelius                  | Die cronycke van Hollandt (Chronik von Holland)                                                                           |
| 1525               | anonym                              | Dat batement van recepten (Sammlung von Rezepten)                                                                         |
| 1528               | Anna Bijns                          | Schoon ende suverlijc boecxken inhoudende veel constige refereinen (refreinen uit 1528)                                   |
| 1530               | Jan van Naaldwijk                   | Van Brabant die excellente cronike                                                                                        |
| 1531               | Andries de Smet                     | Die excellente cronike van Vlaenderen                                                                                     |
| 1535               | Christiaen van Vaerenbraken         | Conste van musike oft vanden Sanghe                                                                                       |
| 1537               | David Joris                         | Een geestelijck liedt-boecxken (Ein geistliches Liederbuch)                                                               |
| 1539               | anonym                              | Een devoot ende profitelyck boecxken                                                                                      |
| 1539               | anonym                              | De Gentse Spelen van 1539 (Die Genter Spiele von 1539)                                                                    |
| 1540               | Willem van Zuylen van Nyevelt       | Souterliedekens |
| 1544               | anonym                              | Antwerps liedboek (Antwerpener Liederbuch)                                                                                |
| 1548               | Matthijs de Castelein               | De const van rhetoriken (Die Kunst der Rhetorik)                                                                          |
| ca. 1550           | Joos Lambrecht                      | Naembouck (ein niederländisch-französisches Wörterbuch)                                                                   |

### Goldenes Zeitalter
| Jahr      | Autor                                | Titel |
| --------- | ------------------------------------ | --- |
| 1554      | Menno Simons                         | Uytgangh ofte bekeeringhe |
| 1557      | Ambrosius Zeebout                    | Tvoyage van Mher Joos van Ghistele |
| 1560      | Desiderius Erasmus                   | Lof der Zotheid (Lob der Torheit – niederländische Übersetzung des lateinischen Originalwerks von 1511)                                                       |
| 1561      | Eduard de Dene                       | Testament rhetoricael |
| 1562      | anonym                               | Het Offer des Heeren |
| 1562      | Anthonis de Roovere                  | Rethoricale wercken (bewerkt door Eduard de Dene) |
| 1563–1564 | Willem van Haecht                    | Dwerc der Apostelen |
| 1565      | Lucas de Heere                       | Den Hof ende Boomgaert der Poësien |
| 1565–1574 | Godevaert van Haecht                 | Kroniek over de troebelen van 1565 tot 1574 te Antwerpen en elders (Chronik der Unruhen von 1565 bis 1574 in Antwerpen und anderswo)                          |
| 1566      | Pieter Datheen                       | De Psalmen Davids |
| 1566      | Lodovico Guicciardini                | Beschrijvinghe van alle de Neder-landen |
| 1566–1568 | Marcus van Vaernewyck                | Van die beroerlicke tijden in die Nederlanden en voornamelick in Ghendt 1566-1568                                                                             |
| 1568      | Johan Radermacher                    | Voorreden vanden noodich ende nutticheit der Nederduytscher taelkunste                                                                                        |
| ca. 1568  | Jan van der Noot                     | Het bosken |
| 1569      | anonym                               | Historie van broer Cornelis |
| 1569      | Filips van Marnix van Sint-Aldegonde | De bijencorf der H. Roomsche Kercke (Bienenkorb der heiligen römischen Kirche)                                                                                |
| 1574      | Hans Vanacker                        | Geuzenliedboek |
| 1574      | Marcus van Vaernewyck                | De historie van Belgis |
| 1576–1579 | Andries Vierlingh                    | Tractaet van dyckagie |
| 1581      | Pontus de Heuiter                    | Nederduitse orthographie |
| 1581      | anonym                               | Plakkaat van Verlatinge |
| 1581      | Willem van Oranje                    | Apologie van Willem van Oranje |
| 1584      | H.L. Spiegel                         | Twe-spraack vande Nederduitsche letterkunst (Dialog über die nederduitsche Dichtkunst)                                                                        |
| 1584      | Justus Lipsius                       | Twee boecken vande stantvasticheyt |
| 1585      | Simon Stevin                         | De Thiende |
| 1585      | Dirck Volkertsz. Coornhert           | Zedekunst dat is wellevenskunste |
| 1586      | Simon Stevin                         | Uytspraeck van de weerdichheyt der Duytsche tael (uit: De Beghinselen der Weeghconst)                                                                         |
| 1588      | Lucas Janszoon Waghenaer             | Spiegel der zeevaert |
| 1590      | Simon Stevin                         | Het burgherlyck leven |
| 1591      | Dirck Adriaensz. Valcooch            | Den reghel der Duytsche schoolmeesters |
| 1596      | Jan Huyghen van Linschoten           | Itinerario |
| 1598      | Gerrit de Veer                       | Waerachtighe beschryvinghe van drie seylagien |
| 1599      | Cornelius Kiliaan                    | Etymologicum Teutonicae Linguae |
| 17. Jhd.  | Passchier de Fyne                    | Het leeven en eenige bysondere voorvallen |
| 1604      | Karel van Mander                     | Het schilder-boeck |
| 1605–1608 | Simon Stevin                         | Wisconstighe gedachtenissen |
| 1610      | Willem Baudartius                    | Morghen-wecker der vrye Nederlantsche Provintien |
| 1610      | Hugo de Groot                        | Tractaet vande oudtheyt vande Batavische nu Hollandsche republique (Über das Alter der Batavischen Republik)                                                  |
| 1612      | Jacob van der Schuere                | Nederduydsche spellinge |
| 1612      | Willem Meerman                       | Comoedia vetus |
| 1613      | Justus de Harduwijn                  | De weerliicke liefden tot Roose-mond |
| 1614      | Roemer Visscher                      | Sinnepoppen |
| 1614      | H.L. Spiegel                         | Hert-spiegel |
| 1616      | Daniël Heinsius                      | Nederduytsche poemata |
| 1618      | Nicolaus Mulerius                    | Hemelsche trompet morgenwecker |
| 1619      | Jacob Cats                           | Aenmerckinghe op de tegenwoordige steert-sterre |
| 1620      | Anthoni Smyters                      | Epitheta |
| 1623      | anonym                               | Zeeusche Nachtegael |
| 1625      | Hugo de Groot                        | De iure belli ac pacis |
| 1625      | Jacob Cats                           | Houwelick |
| 1626      | Adriaen Valerius                     | Nederlandtsche gedenck-clanck |
| 1630      | Dirck Volkertsz. Coornhert           | Werken (3 Teile) |
| 1630      | Jacobus Revius                       | Over-Ysselsche sangen en dichten |
| 1631      | Salomon de Bray                      | Architectura moderna ofte bouwinge van onsen tyt |
| 1632      | Caspar Barlaeus                      | Mercator sapiens |
| 1637      | Jacob Cats                           | Trouringh |
| 1637      | anonym                               | Biblia, vervattende alle de canonijcke Boecken des Ouden en des Nieuwen Testaments (Statenvertaling 1637)                                                     |
| 1641      | Jan Adriaanszoon Leeghwater          | Haerlemmermeerboeck |
| 1642–1647 | P.C. Hooft                           | Nederlandsche Historien |
| 1642      | Philips Angel                        | Lof der schilder-konst |
| 1644      | Dirck Pietersz. Pers                 | Cesare Ripa's Iconologia of Uytbeeldinghen des Verstants |
| 1644      | Johan de Brune                       | Wetsteen der vernuften |
| 1646      | Adriaan Poirters                     | Het masker van de wereldt afgetrocken |
| 1646      | Willem IJsbrantsz. Bontekoe          | Journael ofte gedenckwaerdige beschrijvinge |
| 1649      | A.L. Kok                             | Ont-werp der Neder-duitsche letter-konst |
| 1650      | anonym                               | 't Muyder-spoockje |
| 1651      | Jeremias de Decker                   | Goede vrydag ofte Het lijden onses heeren Jesu Christi |
| 1652      | anonym                               | Het Hollants wijve-praetjen |
| 1652–1662 | Jan van Riebeeck                     | Dagverhaal |
| 1652      | Anna Maria van Schurman              | Opuscula Hebraea Graeca Latina et Gallica |
| 1653      | Constantijn Huygens                  | Hofwijck |
| ca. 1657  | Jan Zoet                             | 't Groote visch-net |
| 1657      | Jan Six van Chandelier               | Poësy |
| 1658      | Jan Amos Comenius                    | Portael der saecken en spraecken |
| 1659      | Abraham Palingh                      | 't Afgerukt mom-aansight der tooverye |
| 1660      | Johan van Beverwijck                 | Schat der gesontheyt |
| 1660      | Jan Baptista van Helmont             | Dageraed |
| 1662      | Pieter de la Court                   | Interest van Holland, ofte gronden van Hollands-Welvaren |
| 1662      | Cornelis de Bie                      | Het gulden cabinet van de edel vry schilderconst |
| 1667      | Constantijn Huygens                  | Zee-straet |
| 1668      | Adriaan Koerbagh                     | Een bloemhof van allerley lieflijkheyd sonder verdriet |
| 1669      | Aernout van Overbeke                 | Geestige en vermaecklycke reijs beschrijving naar Oost-Indiën                                                                                                 |
| 1671      | Jan Luyken                           | Duytse lier |
| 1671      | Johan de Witt                        | Waerdye van lyf-rente naer proportie van los-renten |
| 1672      | anonym                               | Hollants venezoen, en geopent voor de liefhebbers van 't vaderlandt                                                                                           |
| 1672      | anonym                               | D'oprechte Oranje oogen-salf |
| 1677      | Baruch Spinoza                       | Postuum uitgegeven werken (Posthum veröffentlichte Werke) |
| 1677      | Andries Pels                         | Q. Horatius Flaccus dichtkunst op onze tijden en zeden gepast                                                                                                 |
| 1677      | Baruch Spinoza                       | Ethica |
| 1678      | Willem Godschalck van Focquenbroch   | Afrikaense Thalia |
| 1678      | Cornelis Bontekoe                    | Tractaat van het excellenste kruyd thee |
| 1678      | Samuel van Hoogstraten               | Inleyding tot de hooge schoole der schilderkonst: anders de zichtbaere werelt                                                                                 |
| 1681      | anonym                               | 't Amsterdamsch hoerdom |
| 1682      | Hieronymus Sweerts                   | oddige en ernstige opschriften, op luyffens, wagens, glazen, uithangborden en andere taferelen                                                                |
| 1682      | Geerardt Brandt                      | Het leven van Joost van den Vondel |
| 1687      | Lieven van Waarmond                  | Hollands koors |
| 1687      | Gerard Brandt                        | Leven en bedryf van den heere Michiel de Ruyter |
| 1688      | Josseph de la Vega                   | Confusion de Confusiones |
| 1690      | Govert Bidloo                        | Ontleding des menschelyken lichaam |
| 1690      | Jan van der Heyden                   | Beschryving der nieuwlijks uitgevonden en geoctrojeerde slang-brand-spuiten, en haare wyze van brand-blussen, tegenwoordig binnen Amsterdam in gebruik zijnde |
| 1690      | Nicolaas Witsen                      | Aaloude en hedendaagsche scheeps-bouw en bestier |
| 1691      | Johannes Duijkerius                  | Het leven van Philopater |
| 1691–1693 | Balthasar Bekker                     | De betoverde wereld |
| 1692–1702 | Pieter Rabus                         | De boekzaal van Europe |
| 1695      | Nicolaas Heinsius                    | Den vermakelyken avanturier |

### 18. Jahrhundert
| Jahr      | Autor                                  | Titel                                                                                 |
| --------- | -------------------------------------- | ------------------------------------------------------------------------------------- |
| 1700      | anonym                                 | De kloekmoedige land een zee-heldin (Die tapfere Land- und Seeheldin)                 |
| 1703      | Frederik van Leenhof                   | Den hemel op aarden (Der Himmel auf Erden)                                            |
| 1705      | Lukas Rotgans                          | Eneas en Turnus (Eneas und Turnus)                                                    |
| 1707      | Gerard de Lairesse                     | Groot schilderboek                                                                    |
| 1708      | Lukas Rotgans                          | Boerekermis                                                                           |
| 1708      | Jan Luyken                             | Beschouwing der wereld                                                                |
| 1708      | Hendrik Smeeks                         | Beschryvinge van het magtig Koningryk Krinke Kesmes                                   |
| 1710      | Lambert ten Kate                       | Gemeenschap tussen de Gottische spraeke en de Nederduytsche                           |
| 1710      | anonym                                 | Nederduitse en Latynse keurdigten                                                     |
| 1711      | Jakob Zeeus                            | De wolf in 't schaepsvel                                                              |
| 1711      | Cornelis de Bruyn                      | Reizen over Moskovie                                                                  |
| 1714      | Pieter Langendijk                      | Het wederzyds huwelyksbedrog                                                          |
| 1714      | Jan Luyken                             | Geestelyke brieven                                                                    |
| 1716–1722 | Hubert Kornelisz. Poot                 | Mengeldichten                                                                         |
| 1718–1721 | Arnold Houbraken                       | De groote schouburgh der Nederlantsche konstschilders en schilderessen (3 Teile)      |
| 1719      | Balthazar Huydecoper                   | Achilles                                                                              |
| 1720      | Lambert Bidloo                         | Panpoëticon Batavum                                                                   |
| 1720      | anonym                                 | Het groote Tafereel der dwaasheid                                                     |
| 1720      | Bernard Nieuwentijt                    | Het regt gebruik der werelt beschouwingen                                             |
| 1723      | Lambert ten Kate                       | Aenleiding tot de Kennisse van het verhevene deel der Nederduitsche sprake (2 Teile)  |
| 1730      | Balthazar Huydecoper                   | Proeve van taal- en dichtkunde                                                        |
| 1731–1735 | Justus van Effen                       | De Hollandse Spectator                                                                |
| 1733      | anonym                                 | Nieuwe verhandeling vande hoofsche welgemanierdheyt                                   |
| 1737      | Jan Swammerdam                         | Bybel der natuure of historie der insecten (2 Teile)                                  |
| 1741      | Herman Boerhaave                       | Kortbondige spreuken wegens de ziektens                                               |
| 1742      | Willem van Haren                       | Leonidas                                                                              |
| 1744      | Frederik Ruysch                        | Alle de ontleed- genees- en heelkundige werken                                        |
| 1746      | anonym                                 | De volmaakte Hollandsche keuken-meid                                                  |
| 1746      | Albertus Frese & Christiaan Schaaf     | De electriciteit; of Pefroen                                                          |
| 1748      | anonym                                 | De weergalooze Amsterdamsche kiekkas                                                  |
| 1749–1759 | Petrus Loosjes Azn & Jan Wagenaar      | Vaderlandsche historie                                                                |
| 1754      | anonym                                 | Karmans kermis-wensch                                                                 |
| 1756      | Jan Willem Kals                        | Neerlands hooft- en wortelsonde                                                       |
| 1763–1774 | verschiedene Autoren                   | De Denker (Zeitschrift in 12 Nummern)                                                 |
| 1766      | R.M. van Goens                         | 'Vrymoedige bedenkingen over de vergelyking der oude dichteren met de hedendaegschen' |
| 1766      | Juliana Cornelia de Lannoy             | Aan mynen geest                                                                       |
| 1769      | Onno Zwier van Haren                   | Agon, sultan van Bantam                                                               |
| 1769      | Johannes le Francq van Berkhey         | Natuurlyke historie van Holland. Eerste deel                                          |
| 1770      | Petrus Camper                          | Berigt van den zaaklyken inhoud van twee lessen                                       |
| 1773      | anonym                                 | Het boek der psalmen                                                                  |
| 1775      | anonym                                 | Ongelukkige levensbeschrijving van een Amsterdammer                                   |
| 1777–1779 | Jan Floris Martinet                    | Katechismus der natuur (4 Teile)                                                      |
| 1778–1782 | Hieronymus van Alphen                  | Kleine gedigten voor kinderen                                                         |
| 1779      | Jan Floris Martinet                    | Kleine katechismus der natuur voor kinderen                                           |
| 1780      | Willem van Hogendorp                   | Kraspoekol, jegens de slaaven                                                         |
| 1781      | Aagje Deken & Betje Wolff              | Economische liedjes                                                                   |
| 1781      | Martinus van Marum                     | Schets der elektriciteit-kunde                                                        |
| 1781      | J.H. Swildens                          | Vaderlandsch A-B boek voor de Nederlandsche jeugd                                     |
| 1781      | Joan Derk van der Capellen tot den Pol | Aan het volk van Nederland                                                            |
| 1781      | Simon Stijl                            | Het leven van Jan Punt                                                                |
| 1782      | Aagje Deken & Betje Wolff              | Historie van mejuffrouw Sara Burgerhart                                               |
| 1782      | Willem Emmery de Perponcher            | Onderwijs voor kinderen                                                               |
| 1782      | Jacobus Bellamy                        | Gezangen mijner jeugd                                                                 |
| 1783      | Rhijnvis Feith                         | Julia                                                                                 |
| 1784–1793 | Rhijnvis Feith                         | Brieven over verscheide onderwerpen (6 Teile)                                         |
| 1784–1786 | A. Mens Jansz                          | De Poetische Spectator                                                                |
| 1786      | Marten Corver                          | Tooneel-aantekeningen                                                                 |
| 1788      | Johannes Kinker                        | De Post van den Helicon                                                               |
| 1788      | Jan Baptist Verlooy                    | Verhandeling op d'onacht der moederlyke tael in de Nederlanden                        |
| 1788–1797 | Willem Ockerse                         | Ontwerp tot eene algemeene characterkunde (3 Teile)                                   |
| 1789      | anonym                                 | De zingende Kees                                                                      |
| 1789–1807 | anonym                                 | Volks-liedjens                                                                        |
| 1792      | Gerrit Paape                           | Mijne vrolijke wijsgeerte in mijne ballingschap                                       |
| 1794      | Herman Willem Daendels                 | Aan zyne Geldersche en Overysselsche landgenooten                                     |
| 1794      | Elisabeth Maria Post                   | Gezangen der liefde                                                                   |
| 1797      | Matthijs Siegenbeek                    | Redevoering over het openbaar onderwijs in de Nederduitsche welsprekendheid           |
| 1798      | anonym                                 | Ontwerp van staatsregeling voor het Bataafsche volk                                   |

### 19. Jahrhundert
| Jahr            | Autor                                                                         | Titel |
| --------------- | ----------------------------------------------------------------------------- | --- |
| 1800            | Hendrik van Wijn                                                              | Historische en letterkundige avondstonden (Historische und literarische Abende) |
| 1805            | Petrus Weiland                                                                | Nederduitsche spraakkunst (Niederdeutsche Sprachkunst) |
| 1806            | Jacob Haafner                                                                 | Lotgevallen op eene reize van Madras over Tranquebaar naar het eiland Ceilon (Schicksale auf einer Reise von Madras über Tranquebar zur Insel Ceylon)                                                                                       |
| 1809            | Willem Bilderdijk                                                             | De kunst der poëzy (Die Kunst der Poesie) |
| 1810            | Jeronimo de Vries                                                             | Proeve eener geschiedenis der Nederduitsche dichtkunde |
| 1818            | Jan Frans Willems                                                             | Aen de Belgen. Aux Belges |
| 1818            | Johannes van den Bosch                                                        | Verhandeling over de mogelijkheid, de beste wijze van invoering, en de belangrijke voordeelen eender algemeene armen-inrigting in het Rijk der Nederlanden, door het vestigen eener Landbouwende Kolonie in deszelfs Noordelijk gedeelte    |
| 1818            | Johannes van den Bosch                                                        | Nederlandsche bezittingen in Azia |
| 1819–1824       | Jan Frans Willems                                                             | Verhandeling over de Nederduytsche tael- en letterkunde |
| 1820            | Lodewijk Napoleon Bonaparte                                                   | Geschiedkundige gedenkstukken en aanmerkingen over het bestuur van Holland (3 Teile) |
| 1821–1827       | P.G. Witsen Geysbeek                                                          | Biographisch anthologisch en critisch woordenboek der Nederduitsche dichters (6 Teile) |
| 1823            | Isaäc da Costa                                                                | Bezwaren tegen den geest der eeuw |
| 1824            | Willem de Clercq                                                              | Verhandeling ter beandwoording der vraag welken invloed heeft vreemde, inzonderheid de Italiaansche, Spaansche, Fransche en Duitsche, gehad op de Nederlandsche taal- en letterkunde sints het begin der vijftiende eeuw tot op onze dagen? |
| 1825            | Jacob Eduard de Witte                                                         | Fragmenten uit de roman van mijn leeven |
| 1830–1862       | A.H. Hoffmann von Fallersleben                                                | Horae Belgicae |
| 1831            | anonym                                                                        | De Belgische grondwet van 7 februari 1831 |
| 1832–1853       | Willem Bilderdijk                                                             | Geschiedenis des vaderlands |
| 1832            | Aarnout Drost                                                                 | Hermingard van de Eikenterpen |
| 1834–1835       | Van Engelen, van Martinet, Nomsz, P. Loosjes, Dr. Simon de Vries & Hoffham    | De muzen |
| 1835–1847       | G. Groen van Prinsterer                                                       | Archives ou correspondance inédite de la maison d'Orange-Nassau (Première série) |
| 1835            | Jacob Geel                                                                    | Gesprek op den Drachenfels |
| 1836            | Jacob van Lennep                                                              | De roos van Dekama |
| 1837–1846       | Jan Frans Willems                                                             | Belgisch museum voor de Nederduitsche tael- en letterkunde en de geschiedenis des vaderlands |
| -1837           | verschiedene Autoren                                                          | De Gids (Zeitschrift) |
| 1838            | Jan Frederik Oltmans                                                          | De schaapherder |
| 1838            | Hendrik Conscience                                                            | De Leeuw van Vlaenderen (Der Löwe von Flandern) |
| 1840            | A.L.G. Bosboom-Toussaint                                                      | Het huis Lauernesse |
| 1842–1866       | Jean Baptiste David                                                           | Vaderlandsche historie (11 Teile) |
| 1842–1844       | verschiedene Autoren (u. a. J.J.L. ten Kate)                                  | Braga: dichterlijke mengelingen (Zeitschrift) |
| 1843            | C.E. van Koetsveld                                                            | Schetsen uit de pastorij te Mastland |
| 1845            | Hendrik Conscience                                                            | Geschiedenis van België |
| 1847            | G. Groen van Prinsterer                                                       | Ongeloof en revolutie |
| 1850            | F.A. Snellaert                                                                | Schets eener geschiedenis der Nederlandsche letterkunde |
| 1851            | C.W. Opzoomer                                                                 | De weg der wetenschap |
| 1851            | Frederik Kaiser                                                               | De geschiedenis der ontdekkingen van planeten |
| 1852            | Willem Gerard Brill                                                           | Nederlandsche spraakleer (3 Teile) |
| 1854            | W.R. van Hoëvell                                                              | Slaven en vrijen onder de Nederlandsche wet |
| 1857            | Christiaan Kramm                                                              | De levens en werken der Hollandsche en Vlaamsche kunstschilders, beeldhouwers, graveurs en bouwmeesters, van den vroegsten tot op onzen tijd                                                                                                |
| 1857            | W.J. Hofdijk                                                                  | Geschiedenis der Nederlandsche letterkunde |
| 1858–1862       | P.J. Harrebomée                                                               | Spreekwoordenboek der Nederlandsche taal |
| 1858            | Petrus Weiland                                                                | Kunstwoordenboek |
| 1858            | Conrad Busken Huet                                                            | Brieven over den Bijbel |
| 1859            | W.A. Holterman                                                                | De lucht |
| 1859            | De Schoolmeester                                                              | Brieven van de Schoolmeester |
| 1860            | Multatuli                                                                     | Max Havelaar of de koffiveilingen der Nederlandsche Handelmaatschappy |
| 1860            | Philippus Wilhelmus van Heusde                                                | De Socratische school of Wijsgeerte voor de negentiende eeuw |
| 1861            | Julien Wolbers                                                                | Geschiedenis van Suriname |
| 1861            | Jan Pieter Heije                                                              | Al de kinderliederen |
| 1861            | Jan de Pottre                                                                 | Dagboek 1549-1602 (bewerkt door B. de St. Genois) |
| 1861–1863       | Isaäc da Costa                                                                | Kompleete dichtwerken (bewerkt door J.P. Hasebroek) |
| 1862–1877       | Multatuli                                                                     | Ideën (7 Teile) |
| 1863            | J.J. Cremer                                                                   | Fabriekskinderen |
| 1863–1913       | R.C. Bakhuizen van den Brink                                                  | Studiën en schetsen over vaderlandsche geschiedenis en letteren (5 Teile) |
| 1864            | I.M. Calisch & N.S. Calisch                                                   | Nieuw woordenboek der Nederlandsche taal |
| 1865            | Jacob van Lennep                                                              | De vermakelijke spraakkunst |
| 1866            | J.J.L. ten Kate                                                               | De schepping |
| 1867–1868       | Jan ter Gouw & Jacob van Lennep                                               | De uithangteekens |
| 1868–1885       | Conrad Busken Huet                                                            | Litterarische fantasien en kritieken (26 Teile) |
| 1868            | Conrad Busken Huet                                                            | Lidewyde |
| 1869            | Willem de Clercq                                                              | Naar zijn dagboek (bewerkt door Allard Pierson) |
| ca. 1870        | Anton Bergmann                                                                | Ernest Staas |
| 1870            | Willem van Hildegaersberch                                                    | Gedichten (bewerkt door W. Bisschop & E. Verwijs) |
| 1871–1925       | C.P. Hooft                                                                    | Memoriën en adviezen (2 Teile) |
| 1871            | Jan ter Gouw                                                                  | De volksvermaken |
| 1872            | P.A.S. van Limburg Brouwer                                                    | Akbar, een oostersche roman |
| 1872            | Jan Rudolf Thorbecke                                                          | Historische schetsen |
| 1872            | Multatuli                                                                     | Millioenen-studiën |
| 1872            | Johannes van Vloten                                                           | Nederlandsche baker- en kinderrijmen |
| 1872            | anoniem (wsl. Cornelis over de Linden, Eelco Verwijs & François HaverSchmidt) | Oera Linda (bewerkt door J.G. Ottema) |
| 1873            | Jan Hendrik Wijnen                                                            | De arbeid der kinderen in fabrieken |
| 1874            | Johan Winkler                                                                 | Algemeen Nederduitsch en Friesch Dialecticon (2 Teile) |
| 1875–1897       | H.P.G. Quack                                                                  | De socialisten: Personen en stelsels |
| 1875–1884       | Jacobus Craandijk                                                             | Wandelingen door Nederland met pen en potlood (7 Teile) |
| 1876–1888       | Constantijn Huygens jr.                                                       | Journalen 1673-1696 (4 Teile) |
| 1876            | R. van der Meulen                                                             | Bibliografie der technische kunsten en wetenschappen 1850-1875 |
| 1876            | Jan Beckering Vinckers                                                        | De onechtheid van het Oera Linda-Bôk |
| 1876            | François HaverSchmidt                                                         | Familie en kennissen |
| 1876            | Gerard Bilders                                                                | Brieven en dagboek |
| 1877            | Mina Kruseman                                                                 | Mijn leven |
| 1877            | B.H. Lulofs                                                                   | De kunst der mondelijke voordracht of uiterlijke welsprekendheid |
| 1877            | Eugène Fromentin                                                              | De laatste groote schilderschool |
| 1878–1881       | J.L. Motley                                                                   | De opkomst van de Nederlandsche Republiek (12 Teile) (herziene vertaling) |
| 1878            | David Bierens de Haan                                                         | Bouwstoffen voor de geschiedenis der wis- en natuurkundige wetenschappen in de Nederlanden |
| 1878            | J.H. van 't Hoff                                                              | De verbeeldingskracht in de wetenschap |
| 1879            | Alexander van Oranje-Nassau                                                   | Een vermoedelijk slotwoord |
| ca. 1880        | Hendrik Conscience                                                            | Geschiedenis mijner jeugd |
| 1880            | Christiaan Snouck Hurgronje                                                   | Het Mekkaansche feest (Das mekkanische Fest) |
| -1881           | verschiedene Autoren                                                          | Tijdschrift voor Nederlandse Taal en Letterkunde (Zeitschrift) |
| 1882–1890       | Taco H. de Beer                                                               | Onze volkstaal |
| 1882            | Heike Kamerlingh Onnes                                                        | De beteekenis van het quantitatief onderzoek in de natuurkunde |
| 1882            | Albrecht Rodenbach                                                            | Gudrun |
| 1882            | A.W. Engelen                                                                  | Uit de gedenkschriften van een voornaam Nederlandsch beambte |
| 1882–84         | Conrad Busken Huet                                                            | Het land van Rembrand |
| 1882            | Onno Harmensz Sytstra & Pieter Jelles Troelstra                               | It jonge Fryslân |
| 1883–1885, 1928 | Jan Izaak van Doorninck & A. de Kempenaer                                     | Vermomde en naamlooze schrijvers opgespoord op het gebied der Nederlandsche en Vlaamsche letteren (3 Teile) |
| 1885–1943       | verschiedene Autoren                                                          | De Nieuwe Gids (Zeitschrift) |
| 1885            | Frederik van Eeden                                                            | Grassprietjes (unter dem Ps. Cornelis Paradijs) |
| 1885            | Willem Einthoven                                                              | Stereoscopie door kleurverschil |
| 1886            | Willem Kloos & Albert Verwey                                                  | De onbevoegdheid der Hollandsche literaire kritiek |
| 1887            | P.A. Daum                                                                     | Goena-goena |
| 1887            | Lodewijk van Deyssel                                                          | Een liefde |
| 1887            | anonym                                                                        | De arbeidsenquête van 1887 |
| 1887            | Barend Joseph Stokvis                                                         | Nationaliteit en natuurwetenschap |
| 1887            | S.E.W. Roorda van Eysinga                                                     | Uit het leven van Koning Gorilla |
| 1888–1891       | F. Jos. van den Branden & J.G. Frederiks                                      | Biographisch woordenboek der Noord- en Zuidnederlandsche letterkunde |
| 1888            | Jac. Schoondermark                                                            | Gestoorde stoelgang en zijne behandeling met electriciteit, massage en water |
| 1888–1950       | Christiaan Huygens                                                            | Oeuvres complètes (22 Teile) |
| 1889            | Herman Gorter                                                                 | Mei |
| 1889            | F.A. Stoett                                                                   | Middelnederlandsche spraakkunst. Syntaxis |
| 1890            | C.A. Verrijn Stuart                                                           | Ricardo en Marx |
| 1891            | C.J. Kieviet                                                                  | Uit het leven van Dik Trom |
| 1891            | Louise Stratenus                                                              | De opvoeding der vrouw |
| 1892            | Georges Rodenbach                                                             | Bruges-la-Morte |
| 1892            | Frans Coenen                                                                  | Verveling |
| 1892–1896       | C.H. den Hertog                                                               | Nederlandsche spraakkunst |
| 1893            | Pim Mulier                                                                    | Wintersport |
| 1893–1903       | H.J.A.M. Schaepman                                                            | Menschen en boeken: verspreide opstellen (5 Teile) |
| 1893–1901       | verschiedene Autoren                                                          | Van Nu en Straks (Zeitschrift) |
| 1894            | Marcellus Emants                                                              | Een nagelaten bekentenis |
| 1894            | anonym                                                                        | Middelnederlandsche geneeskundige recepten en tractaten, zegeningen en tooverformules |
| 1895            | Émile Verhaeren                                                               | Poèmes |
| 1896            | Charles de Coster                                                             | De legende van Uilenspiegel (vert. R. Delbecq) |
| 1897            | Justus van Maurik                                                             | Indrukken van een 'Tòtòk' |
| 1897–1899       | H.T. Colenbrander                                                             | De patriottentijd (3 Teile) |
| 1897            | Eli Heimans & Jac. P. Thijsse                                                 | Hei en dennen |
| 1897            | Hans Bontemantel                                                              | De regeeringe van Amsterdam, soo in 't civiel als crimineel en militaire (1653-1672) |
| 1897            | Cécile de Jong van Beek en Donk                                               | Hilda van Suylenburg |
| 1898            | Tobias Michael Carel Asser                                                    | Institut de Droit International: session de La Haye |
| 1898            | Christiaan Eijkman                                                            | Over gezondheid en ziekte in heete gewesten |
| 1898–1909       | Geryt Potter van der Loo                                                      | Johan Froissart's Cronyke van Vlaenderen (bewerkt door N. de Pauw) |
| 1899            | Robert Fruin                                                                  | Tien jaren uit den Tachtigjarigen Oorlog |

### 20. Jahrhundert (bis 1930er Jahre)
| Jahr      | Autor                                                                   | Titel |
| --------- | ----------------------------------------------------------------------- | --- |
| 1899      | Abraham Kuyper                                                          | Het calvinisme. Zes Stone-lezingen                                                                                             |
| 1900      | Bernard Canter                                                          | Twee weken bedelaar |
| 1900      | Top Naeff                                                               | School-idyllen |
| 1900      | Herman Heijermans                                                       | Op hoop van zegen |
| 1900      | Louis Couperus                                                          | De stille kracht |
| 1901      | Jan te Winkel                                                           | Geschiedenis der Nederlandsche taal (Geschichte der niederländischen Sprache)                                                  |
| 1901      | H.A. Lorentz                                                            | Zichtbare en onzichtbare bewegingen                                                                                            |
| 1902      | Betsy Perk                                                              | Jacques Perk |
| 1902      | Johann Bernard Krier                                                    | De wellevendheid (Die Höflichkeit – niederländische Bearbeitung A.F. Diepen)                                                   |
| 1902      | Henriette Roland Holst-van der Schalk                                   | Kapitaal en arbeid in Nederland (Kapital und Arbeit in den Niederlanden)                                                       |
| 1902      | Hugo de Vries                                                           | 'Theorie en ervaring op het gebied der afstammingsleer' (Theorie und Erfahrung auf dem Gebiet der Abstammungslehre)            |
| 1902–1933 | Henri Pirenne                                                           | Geschiedenis van België (7 Teile)                                                                                              |
| 1903      | August De Winne                                                         | Door arm Vlaanderen |
| 1903      | C.J. Kieviet                                                            | Fulco de minstreel |
| 1904      | Jac. P. Thijsse                                                         | Het vogeljaar |
| 1904      | Jacob Israël de Haan                                                    | Pijpelijntjes |
| 1904      | C.C. van de Graft                                                       | Middelnederlandsche historieliederen                                                                                           |
| 1904      | Aagje Deken & Betje Wolff                                               | Brieven van Betje Wolff en Aagtje Deken                                                                                        |
| 1904      | Gustaaf Vermeersch                                                      | De last |
| 1905      | Jacob Israël de Haan                                                    | Open brief aan P.L. Tak |
| 1905      | Margo Scharten-Antink                                                   | Sprotje |
| 1906–1909 | Paul Fredericq                                                          | Schets eener geschiedenis der Vlaamsche Beweging                                                                               |
| 1906      | Louis Couperus                                                          | Van oude menschen, de dingen, die voorbij gaan...                                                                              |
| 1906      | Nico van Suchtelen                                                      | Quia absurdum |
| 1907–1995 | verschiedene Autoren                                                    | De Nieuwe Taalgids (Zeitschrift)                                                                                               |
| 1908–1909 | André de Ridder & Herman Robbers                                        | Onze schrijvers geschetst in hun leven en werken (2 Teile)                                                                     |
| 1908      | Klaas de Boer (onderwijzer) & J. Veldkamp                               | Kun je nog zingen, zing dan mee                                                                                                |
| 1909      | Anna de Savornin Lohman                                                 | Herinneringen |
| 1909      | Eli Heimans, Hein Willems Heinsius and Jac. P. Thijsse                  | Geïllustreerde flora van Nederland                                                                                             |
| 1909      | J.D. van der Waals                                                      | Over de vraag naar de meest fundamenteele wetten der natuur                                                                    |
| 1909      | G.J.P.J. Bolland                                                        | Zuivere rede en hare werkelijkheid                                                                                             |
| 1910      | Ferdinand Domela Nieuwenhuis                                            | Van christen tot anarchist |
| 1911–1917 | Constantijn Huygens                                                     | Briefwisseling (6 Teile) |
| 1911–1937 | P.J. Blok & P.C. Molhuysen                                              | Nieuw Nederlandsch biografisch woordenboek (10 Teile)                                                                          |
| 1911      | Geerten Gossaert                                                        | Experimenten |
| 1912      | M.J. Brusse                                                             | Het rosse leven en sterven van de Zandstraat                                                                                   |
| 1913      | H.P.G. Quack                                                            | Herinneringen uit de levensjaren van Mr. H.P.G. Quack 1834-1913                                                                |
| 1914–1917 | Herman Daniël Benjamins & Joh. F. Snelleman                             | Encyclopaedia van Nederlandsch West-Indië                                                                                      |
| 1914      | K.H. Roessingh                                                          | De moderne theologie in Nederland                                                                                              |
| 1914      | D.A. Stracke                                                            | Arm Vlaanderen |
| 1914      | Vincent van Gogh                                                        | Brieven aan zijn broeder (3 Teile)                                                                                             |
| 1914–1918 | Virginie Loveling                                                       | In oorlogsnood |
| 1915      | Jos. Schrijnen                                                          | Nederlandsche volkskunde (2 Teile)                                                                                             |
| ca. 1915  | D. Turkenburg                                                           | Turkenburg's handboekje voor het kweeken van groenten in den vrijen grond                                                      |
| 1915      | Frits Zernike                                                           | De mechanica der kleinste deeltjes                                                                                             |
| 1915–1916 | Stijn Streuvels                                                         | In oorlogstijd |
| 1915      | J.B. Schuil                                                             | De A.F.C.-ers |
| 1915      | Herman Gorter                                                           | Het imperialisme |
| 1915      | M.H.J. Schoenmaekers                                                    | Het nieuwe wereldbeeld |
| 1915      | verschiedene Autoren                                                    | Gids voor iedereen (Zeitschrift)                                                                                               |
| 1916      | Albert Verwey                                                           | Holland en de oorlog |
| 1916–1917 | Jan Ligthart                                                            | Verspreide opstellen |
| 1916      | René de Clercq                                                          | De noodhoorn |
| 1916      | Felix Timmermans                                                        | Pallieter |
| 1916      | Johanna Breevoort                                                       | Stomme zonden |
| 1917      | Daan Boens                                                              | Van glorie en lijden |
| 1917      | Joseph Endepols & Jac. van Ginneken                                     | De regenboogkleuren van Nederlands taal                                                                                        |
| 1917–1932 | verschiedene Autoren                                                    | De Stijl (Zeitschrift) |
| 1918      | Johannes Worp                                                           | Een onwaerdeerlycke vrouw (brieven en gedichten van en aan Maria Tesselschade)                                                 |
| 1918      | August van Cauwelaert                                                   | Liederen van droom en daad |
| 1919      | W.G. van de Hulst                                                       | Peerke en z'n kameraden |
| 1919      | Johan Huizinga                                                          | Herfsttij der Middeleeuwen |
| 1920      | Wies Moens                                                              | Celbrieven |
| 1920      | Filip de Pillecyn & Jozef Simons                                        | Onder den hiel |
| 1920      | Ernest Claes                                                            | De Witte |
| 1920      | Johannes Worp                                                           | Geschiedenis van den Amsterdamschen schouwburg 1496-1772 1496-1772                                                             |
| 1920      | Constant van Wessem                                                     | De muzikale reis |
| 1921      | Maurice Maeterlinck                                                     | De blauwe vogel |
| 1922–1927 | Jan te Winkel                                                           | De ontwikkelingsgang der Nederlandsche letterkunde (7 Teile)                                                                   |
| 1922      | Jac. van Ginneken                                                       | De roman van een kleuter |
| 1922      | Ferdinand Domela Nieuwenhuis                                            | Handboek van den vrijdenker |
| 1923      | Pieter Zeeman                                                           | Metingen in een spektroskopisch laboratorium en de bouw der atomen                                                             |
| 1923      | Johan Fabricius                                                         | De Scheepsjongens van Bontekoe                                                                                                 |
| 1923      | Jacob Verdam                                                            | Uit de geschiedenis der Nederlandsche taal                                                                                     |
| 1923      | Chr. van Abkoude                                                        | Kruimeltje |
| 1923      | Jozef Simons                                                            | Eer Vlaanderen vergaat |
| 1923–1925 | F.A. Stoett                                                             | Nederlandse spreekwoorden, spreekwijzen, uitdrukkingen en gezegden                                                             |
| 1923      | André Jolles                                                            | Bezieling en vorm |
| 1923–1924 | P.J. Blok                                                               | Geschiedenis van het Nederlandsche volk (4 Teile)                                                                              |
| 1924      | Aletta Jacobs                                                           | Herinneringen van Dr. Aletta H. Jacobs                                                                                         |
| 1924      | Johan Huizinga                                                          | Erasmus |
| 1925      | Jo van Ammers-Küller                                                    | De opstandigen |
| 1925      | Reinier van Genderen Stort                                              | Kleine Inez |
| 1925      | Carry van Bruggen                                                       | Hedendaagsch fetischisme |
| 1925–1928 | A.M. de Jong                                                            | Merijntje Gijzen’s Jeugd |
| 1925      | Ieb Brugmans                                                            | De arbeidende klasse in Nederland in de 19e eeuw (1813-1870)                                                                   |
| 1926      | Theodoor Hendrik van de Velde                                           | Het volkomen huwelijk |
| 1926      | Johanna Greidanus                                                       | Beginselen en ontwikkeling van de interpunctie                                                                                 |
| 1927–1931 | Pieter Jelles Troelstra                                                 | Gedenkschriften |
| 1927      | G.G. Kloeke                                                             | De Hollandsche expansie in de zestiende en zeventiende eeuw en haar weerspiegeling in de hedendaagsche Nederlandsche dialecten |
| 1927–1937 | Joost van den Vondel                                                    | De werken van Vondel (10 Teile) (WB-editie)                                                                                    |
| 1927      | Leonard Roggeveen                                                       | De ongeloofelijke avonturen van Bram Vingerling                                                                                |
| ca. 1928  | anonym                                                                  | Officieele gids voor de Olympische Spelen ter viering van de IXe Olympiade                                                     |
| 1928–2001 | Hugo de Groot                                                           | Briefwisseling (17 Teile) |
| 1929      | Willem Pijper                                                           | De quintencirkel |
| 1929      | Amaat Burssens                                                          | Een Vlaming op reis door Kongo                                                                                                 |
| 1929      | Matthijs Vermeulen                                                      | Klankbord |
| 1929      | Joris van den Bergh                                                     | Te midden der kampioenen |
| 1930–1933 | Maurits Basse                                                           | De Vlaamsche Beweging van 1905 tot 1930                                                                                        |
| ca. 1930  | anonym                                                                  | Handboek van den soldaat (KAJ Brussel)                                                                                         |
| 1930      | Ina Boudier-Bakker                                                      | De klop op de deur |
| 1930      | J. Slauerhoff                                                           | Schuim en asch |
| 1931      | Madelon Székely-Lulofs                                                  | Rubber (roman) |
| 1931      | C. Elsbach, H.T. de Graaf, H.J. Jordan, K.F. Proost & G.H. van Senden   | Encyclopaedisch handboek van het moderne denken (2 Teile)                                                                      |
| 1931      | Albert Helman                                                           | De stille plantage |
| 1932–1933 | verschiedene Autoren                                                    | Links richten |
| 1932      | Theo Thijssen                                                           | Het taaie ongerief |
| 1932–1935 | verschiedene Autoren                                                    | FORUM Maandschrift voor Letteren en Kunst                                                                                      |
| 1932      | Alexander Cohen                                                         | In opstand |
| 1932–1934 | Jules Moormann                                                          | De geheimtalen |
| 1932      | E.P.F. Morlion                                                          | Filmkunst (speciaalnr Dietsche Warande en Belfort)                                                                             |
| 1932      | Jan Engelman                                                            | Tuin van Eros |
| 1933      | Maurits Dekker                                                          | Roodboek |
| 1933      | Arthur van Schendel                                                     | De waterman |
| 1933      | Maurits Sabbe                                                           | Brabant in 't verweer |
| 1933      | Willem Elsschot                                                         | Kaas |
| 1933      | Albert Helman                                                           | De geluidsfilm |
| 1933      | E. du Perron                                                            | Uren met Dirk Coster |
| 1934      | Wilhelmina Hendrika de Groot en Fréderique Mathilde Stoll               | Recepten huishoudschool Laan van Meerdervoort 's-Gravenhage (Rezepte Haushaltsschule Laan van Meerdervoort 's-Gravenhage)      |
| 1934      | Antoon Coolen                                                           | Dorp aan de rivier |
| 1934      | Julius Röntgen                                                          | Brieven |
| 1934      | Willem de Sitter                                                        | Kosmos |
| 1934      | Franz de Backer                                                         | Longinus |
| 1934      | Jan Romein & Annie Romein-Verschoor                                     | De lage landen bij de zee |
| 1935–1936 | Herman Dooyeweerd                                                       | De wijsbegeerte der wetsidee                                                                                                   |
| 1935      | Anne de Vries                                                           | Bartje |
| 1935      | Max Euwe & Albert Loon                                                  | Oom Jan leert zijn neefje schaken                                                                                              |
| 1935      | Jacob Bicker Raye                                                       | Het dagboek van Jacob Bicker Raye 1732-1772 (bewerkt door F. Beijerinck & M.G. de Boer)                                        |
| 1935      | Johannes Nowee & Paul Nowee                                             | Arendsoog |
| 1935      | Annie Romein-Verschoor                                                  | Vrouwenspiegel |
| 1935-1936 | Wilhelm Martin                                                          | De Hollandsche schilderkunst in de 17e eeuw (2 Teile)                                                                          |
| 1936-1940 | Comité van waakzaamheid van anti-nationaalsocialistische intellectuelen | Waakzaamheid |
| 1936      | Alexander Cohen                                                         | Van anarchist tot monarchist                                                                                                   |
| 1936      | Casper Höweler                                                          | X-Y-Z der muziek |
| 1936      | Maurice Gilliams                                                        | Elias of het gevecht met de nachtegalen                                                                                        |
| 1936      | Anton Roothaert                                                         | Doctor Vlimmen |
| 1936      | Multatuli                                                               | Max Havelaar |
| 1936      | Klaas Schilder                                                          | Geen Duimbreed! |
| 1937      | anoniem (KMA)                                                           | Handboek voor den soldaat |
| 1937      | Albert Helman                                                           | De sfinx van Spanje |
| 1937      | C.C. de Bruin                                                           | De Statenbijbel en zijn voorgangers                                                                                            |
| 1937-1940 | Marcel Minnaert                                                         | De natuurkunde van 't vrije veld (3 Teile)                                                                                     |
| 1938      | Dirk Balfoort                                                           | Het muziekleven in Nederland in de 17de en 18de eeuw (Musikleben in den Niederlanden im 17. und 18. Jahrhundert)               |
| 1938-1940 | Jan Romein en Annie Romein-Verschoor                                    | Erflaters van onze beschaving                                                                                                  |
| 1938      | Ferdinand Bordewijk                                                     | Karakter |
| 1938      | anoniem en Anne de Vries                                                | De Nederlandsche volkskarakters                                                                                                |
| 1938      | Aegidius Willem Timmerman                                               | Tims herinneringen |
| 1938      | A. den Doolaard                                                         | Wampie. De roman van een zorgeloze zomer                                                                                       |
| 1938      | Frans Erens                                                             | Vervlogen jaren |
| 1939      | Leonhard Huizinga                                                       | Adriaan en Olivier |
| 1939      | Amy Groskamp-ten Have                                                   | Hoe hoort het eigenlijk? |
| 1939      | A.C.J. de Vrankrijker                                                   | Vier eeuwen Nederlandsch studentenleven                                                                                        |
| 1939-1953 | Isaac Beeckman                                                          | Journal tenu par Isaac Beeckman de 1604 à 1634 (4 Teile)                                                                       |
| 1939-     | Antoni van Leeuwenhoek                                                  | Alle de brieven (deel 1-15) |
| 1939      | J.W.F. Werumeus Buning                                                  | 100 avonturen met een pollepel (100 Abenteuer mit einer Schöpfkelle)                                                           |
| 1939      | N.E. Fonteyne                                                           | Kinderjaren (Kinderjahre) |
| 1939      | F.L. Zwaan                                                              | Uit de geschiedenis der Nederlandsche spraakkunst (Aus der Geschichte der niederländischen Sprache)                            |
| 1939      | Jacques de Kadt                                                         | Het fascisme en de nieuwe vrijheid (Der Faschismus und die neue Freiheit)                                                      |
| 1939      | Emanuel Boekman                                                         | Overheid en kunst in Nederland (Regierung und Kunst in den Niederlanden)                                                       |
| 1939      | Dick Laan                                                               | De avonturen van Pinkeltje (Pünkelchen)                                                                                        |

Für den Rest des 20. Jahrhunderts (und die Werke des 21. Jahrhunderts) siehe die zweite Hälfte der Liste (in progress).
21. Jahrhundert
Für die Werke des 21. Jahrhunderts siehe die zweite Hälfte der Liste (in progress).